# Perossidisolfato
Lo ione perossidisolfato, chiamato anche persolfato, è un anione appartenente alla classe dei perossisolfati, di formula  S2O2−8. 
Possiede due atomi di zolfo con stato di ossidazione +6.
I sali contenenti questo ione vengono chiamati perossidisolfati, e si formano quando il suo acido coniugato, l'acido perossidisolforico, reagisce con una base.

## Applicazioni
Lo ione perossidisolfato viene utilizzato:
- combinato coi metalli alcalini, nell'estrazione della lignina
- combinato con ammonio, potassio o sodio, come iniziatore di polimerizzazione plastica
- nella decolorazione degli olii
- disinfettante per le acque
- come fertilizzante e agente per migliorare la qualità del suolo
- in qualità di forte agente ossidante, nelle reazioni chimiche (Eº = 2,0 V)

Le reazioni di ossidazione a cui prende parte il persolfato sono lente, ma vengono catalizzate da Ag+. Viene utilizzato per preparare permanganato a partire da Mn2+:
2Mn2+ + 5S2O2−8 + 8H2O → 2MnO−4 + 10SO2−4 + 16H+
Un anione perossido dello zolfo analogo al perossidisolfato, ma molto più instabile, è il perossimonosolfato.